# Alexander Prozorovsky
El Príncipe Alexander Alexandrovich Prozorovsky (en ruso: Алекса́ндр Алекса́ндрович Прозоро́вский, Aleksándr Aleksándrovič Prozoróvskij; 1733-21 de agosto de 1809) fue el único Mariscal de Campo de la familia Prozorovsky.

## Biografía
Prozorovsky ganó distinción en la Guerra de los Siete Años y en la conquista de Crimea. La carrera de Prozorovsky fue impulsada por sus parientes maternos de la casa de Golitsin, quienes le ayudaron para que fuera designado para el puesto de gobernador de Kursk en 1780. Dimitió dos años después y pasó los siguientes años en sus fincas rurales.
En 1790 Prozorovsky retornó al servicio activo como el Gobernador General de Moscú. El emperador Pablo, no obstante, no pudo entenderse con él y lo hizo dimitir del puesto. Sus antiguos servicio lo rellamaron en 1808, cuando el ejército ruso reanudó las hostilidades con Turquía, y Prozorovsky se convirtió en su Comandante en Jefe.
La reputación de Prozorovsky sufrió un golpe cuando su intento por asaltar Brailov terminó en su ejército siendo repelido con enormes pérdidas de vidas del lado ruso. El viejo y enfermo general pidió a Alejandro I que enviara un joven y enérgico Mikhail Kutuzov en su ayuda.
Dos meses después, cuando el ejército de Prozorovsky estaba cruzando el Danubio, el Mariscal de Campo murió. Su cuerpo fue transportado a San Petersburgo y enterrado en la Alexander Nevsky Lavra.